# Василевский, Марцин
Ма́рцин Ры́шард Василе́вский (пол. Marcin Ryszard Wasilewski; 9 июня 1980, Краков, Польша) — польский футболист, защитник. Выступал в национальной сборной Польши.

## Карьера
Василевский начинал свою карьеру в польских клубах «Хутник», «Шлёнск» и плоцкой «Висле». В 2005 году перешёл в «Амику», а после слияния этой команды с «Лехом» стал выступать за этот клуб. В январе 2007 он перешёл в бельгийский «Андерлехт».
Будучи защитником, Василевский любит подключаться к атакам и немало для защитника забивает, в основном после навесов при штрафных и угловых.
30 августа 2009 года Василевский получил открытый перелом ноги в матче чемпионата Бельгии против «Стандарда», столкнувшись в борьбе за мяч с полузащитником Акселем Витселем. У Василевского были зафиксированы переломы большой и малой берцовых костей. Витсель был моментально удалён с поля и дисквалифицирован на восемь матчей. В следующий раз Василевский смог выйти на поле только 8 мая 2010.
В 2013 году по окончании контракта с «Андерлехтом» Василевский заключил однолетнее соглашение с «Лестер Сити». Впоследствии клуб регулярно продлевал контракт с Василевским, благодаря чему защитник провел в «Лестере» 4 года и принял участие в чемпионском сезоне 2015/2016. Тем не менее, именно в сезоне 2015/2016 поляк утратил место в основе и сыграл лишь в 4 матчах, из-за чего не получил медаль чемпиона. Летом 2017 года по окончании контракта Василевский покинул «Лестер Сити».
Осенью того же года 37-летний защитник перебрался в стан краковской «Вислы», цвета которой он защищал вплоть до окончания карьеры летом 2020 года.

## Достижения
«Андерлехт»
- Чемпион Бельгии (2): 2011/12, 2012/13
- Обладатель Суперкубка Бельгии (3): 2007, 2010, 2012

«Лестер Сити»
- Чемпион Футбольной лиги Англии: 2013/14
- Чемпион Премьер-лиги (1): 2015/16